# ジダンダ!
「ジダンダ!」は、2009年2月4日に発売された小林旭のアルバムレコード、および同年7月8日に『ジダンダ!/福岡帰行』として発売されたマキシシングル。『ジダンダ!』（アルバム）のレーベルは「マイトガイ・レーベル」、『ジダンダ!/福岡帰行』（シングル）のレーベルは「テンプラミュージック」である。発売元はどちらも、たちばな出版である。

## 概要
小林旭の芸能生活55周年を記念し、深見東州が楽曲を提供した。収録曲は、深見東州本人の歌唱CDやインストゥルメンタルとして以前に発売されており、小林がそのカバー曲を発売した。

## 「ジダンダ!」（アルバム）収録曲
1. こころ
2. 福岡帰行
3. 仙台の女性
4. 福岡の女性
5. 札幌の女性
6. いとしのララバイ
7. ジダンダ
8. ネッシーのブルース

## 「ジダンダ!/福岡帰行」（シングル）収録曲
1. ジダンダ!
2. 福岡帰行

## 深見東州の「ジダンダ!」
1. 『心の旅』唄：深見東州（2001年3月18日発売）
  - 「こころ」、「福岡帰行」、「仙台の女性」、「福岡の女性」、「札幌の女性」が収録されている。（ちなみに、「松山の女性」という曲も収録されている）
2. 『深見東州作品集ー朝がきたらー』（2008年12月23日発売）
  - 「ジダンダ」と「ネッシーのブルース」のインストゥルメンタルが収録されている。
    - ピアノ：美野春樹
    - ギター：伊丹雅博
    - ベース：加瀬進
    - ドラムス：ミルトン富田
    - コール・アングレ：圧司知史
    - 1st.ヴァイオリン：上里はな子
    - 2nd.ヴァイオリン：執行恒宏
    - ヴィオラ：三木章子
    - チェロ：三宅進
3. 『雨の中のバラード』唄：深見東州（2008年12月30日発売）
  - 「ジダンダ」と「ネッシーのブルース」が収録されている。